# Josef Hergenröther

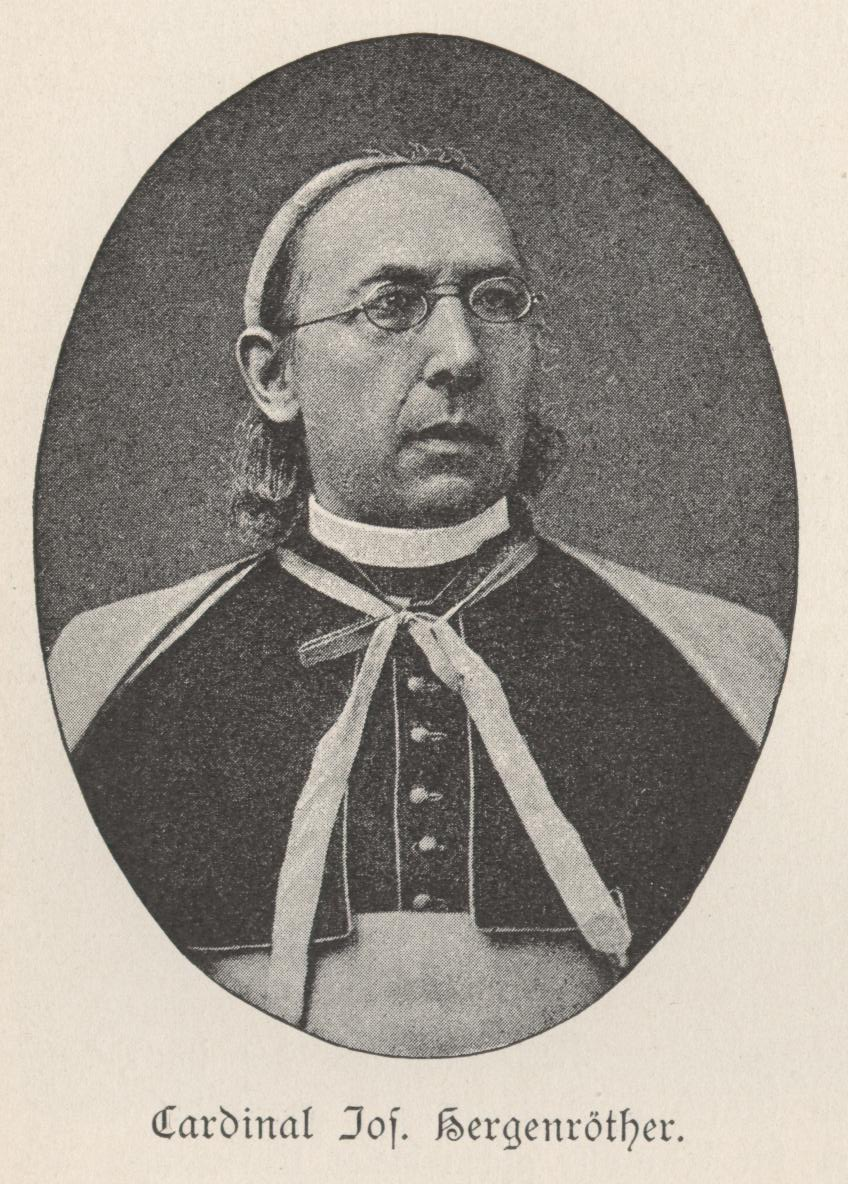
Josef Hergenröther

Josef Hergenröther, född 15 september 1824 i Würzburg, död 3 oktober 1890 på Mehreraus kloster utanför Bregenz, var en tysk romersk-katolsk kyrkohistoriker och kardinal.
Hergenröther blev 1852 professor i kyrkohistoria och kanonisk rätt vid universitetet i Würzburg. Åren 1868–69 var han i Rom som consultor med anledning av förberedelserna till första Vatikankonciliet. År 1879 utnämndes han till kardinal och arkivarie vid Vatikanens arkiv. 
Mest bekant blev Hergenröther genom sitt livliga försvar av påvens ofelbarhet, bland annat i Anti-Janus (1870). Bland hans kyrkohistoriska och kyrkorättsliga skrifter kan nämnas Photius (tre band, 1867–69) och Handbuch der allgemeinen Kirchengeschichte (tre band, 1876–80; flera upplagor). Av Leo XIII utsedd att, tillika med två andra kardinaler, med lämpliga dokument tillbakavisa "de av sekterna framställda lögnerna om kyrkans historia, i synnerhet om påvedömet", började han 1884 utge "Regesta Leonis X".